# Dufferin County
Dufferin County ist ein County in der kanadischen Provinz Ontario. Der County Seat ist Orangeville. Die Einwohnerzahl beträgt 61.735 (Stand: 2016), die Fläche 1.486,44 km², was einer Bevölkerungsdichte von 41,5 Einwohnern je km² entspricht. Benannt ist das County nach dem Earl of Dufferin, dem Generalgouverneur Kanadas von 1872 bis 1878. Es liegt im Südwesten der Provinz an der Wasserscheide zwischen Huronsee, Ontariosee, Eriesee und Lake Simcoe.
Dufferin County liegt in nördlichen Bereich des Greater Golden Horseshoe und wird im Südosten von den westlichen Ausläufer der Oak Ridges-Moräne durchzogen. Mit dem Mono Cliffs Provincial Park befindet sich einer der aktuellen Provincial Parks in Ontario im Bezirk.
| Grey County       |                                             | Simcoe County |
|                   | Kompassrose, die auf Nachbargemeinden zeigt |               |
| Wellington County |                                             | Peel Region   |

## Administrative Gliederung

### Städte und Gemeinden

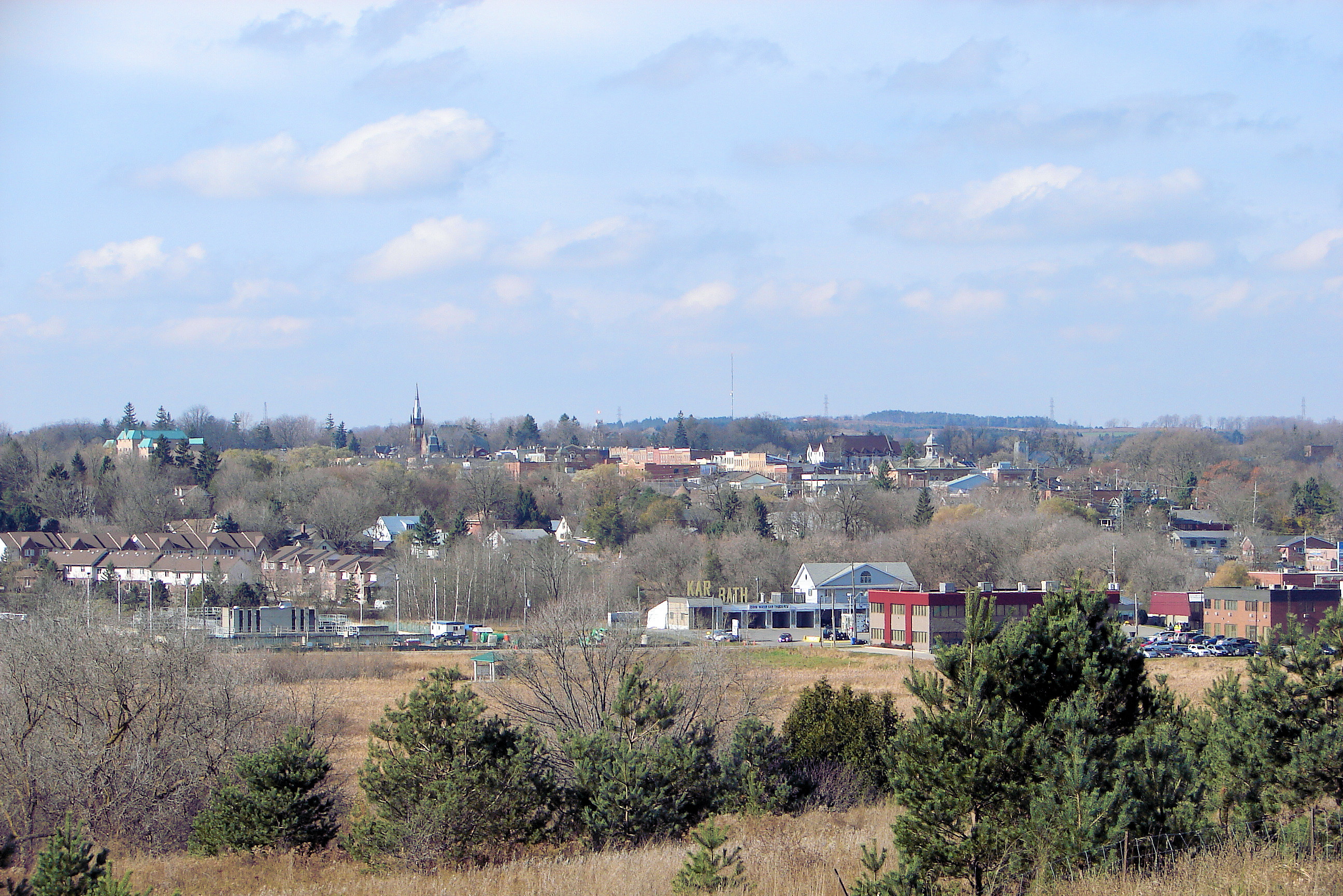
Orangeville

| Ort                      | Status   | Bevölkerung (2016) |
| ------------------------ | -------- | ------------------ |
| Amaranth                 | Township | 3.963              |
| East Garafraxa           | Township | 2.579              |
| East Luther Grand Valley | Town     | 2.956              |
| Melancthon               | Township | 3.008              |
| Mono                     | Town     | 8.609              |
| Mulmur                   | Township | 3.478              |
| Orangeville              | Town     | 28.900             |
| Shelbourne               | Town     | 8.126              |

### Gemeindefreie Gebiete
Im Bezirk finden sich keine gemeindefreien Gebiete.

### Indianerreservationen
Im Bezirk finden sich keinen Indianerreservationen.